# 麥克倫尼管道 (加利福尼亞州)
麥克倫尼管道（英語：McClenney Tract）是位於美國加利福尼亞州圖萊里縣的一個人口普查指定地區。

## 地理
麥克倫尼管道的座標為35°49′19″N 119°38′52″W / 35.82194°N 119.64778°W，而該地最高點為海拔高度1486米（即4875英尺）。

## 人口
根據2010年美國人口普查的數據，麥克倫尼管道的面積為1.595平方千米，當中陸地面積為1.595平方千米，而水域面積為0.000平方千米。當地共有人口10人，而人口密度為每平方千米6人。